# Green River (musikgrupp)
Green River var ett grungeband från Seattle som var aktiva mellan 1984 och 1987. Även om bandet inte blev kommersiellt framgångsrikt har deras musik och bandmedlemmarna spelat en stor roll för grungen och de band som senare under 1990-talet växte fram i Seattle.

## Historia
Bandet bildades 1984 av Mark Arm (sång och gitarr), Steve Turner (gitarr), Alex Vincent (trummor) och Jeff Ament (bas). Strax efteråt blev gitarristen Stone Gossard medlem och Mark Arm började ägna sig enbart åt sången. I slutet av året påbörjade man arbetet med debut-EP:n Come on Down som blev färdig i början av 1985. Innan dess hade bandet fått byta gitarrist efter att Turner hade hoppat av på grund av att han inte gillade Ament och Gossards inflytande på bandet. Ny gitarrist blev Bruce Fairweather.
I mitten av 1985 gav sig bandet ut på sin första USA-turné för att promota skivan men skivsläppet försenades och turnén tappade lite av sitt syfte. Även om turnén inte var någon succé knöt bandet viktiga kontakter med andra nya alternativa band runt om i USA, bland dem Sonic Youth. På hösten släpptes till slut Come on Down. Det sålde inte speciellt bra men räknas idag som den första grungeskivan.
I mars 1986 släpptes kompilationen Deep Six som var en samling låtar av Green River, Soundgarden, The Melvins, Malfunkshun, Skin Yard och U-Men. Skivan dokumenterar den tidiga grungen och är idag mycket populär. Green River fortsatte att turnera och började spela på lite större ställen i hemstaden Seattle i takt med att de blev mer och mer kända.
I juni påbörjades arbetet med bandets andra EP Dry As a Bone. Skivan försenades återigen och bandet hann med att släppa singeln "Together We'll Never"/"Ain't Nothing To Do" på ett annat skivbolag. Dry As a Bone släpptes i juli 1987, över ett år efter att det spelats in, på det legendariska Seattlebaserade skivbolaget Sub Pop. Släppet blev skivbolagets första som inte var en kompilation med olika artister. Skivan fick bra kritik i de lokala tidningarna och anses av många fans vara bandets bästa.
Nästan omedelbart efter att Dry As a Bone släpptes gick bandet återigen in i skivstudion, den här gången för att spela in bandets första fullängdsalbum Rehab Doll. Inspelningen gick dock inte smärtfritt med mycket stridigheter inom bandet. Bandets frontman Mark Arm tyckte att resten av bandet (speciellt Ament och Gossard) var för angelägna att få bandet upptäckt av ett stort skivbolag. Stridigheterna nådde sin kulmen efter en spelning i Los Angeles i oktober 1987. Enligt Arm hade Ament utan att fråga resten av bandet gett alla backstage-pass till representanter från stora skivbolag när Arm ville ge dem till vänner och bekanta. Efter att bara två av tio personer som Ament hade skrivit upp dök upp hoppade Arm av bandet. Man beslutade dock att man skulle göra färdigt Rehab Doll (som blev färdigt i januari 1988) men sedan slutet av oktober 1987 hade bandet i praktiken splittrats.

## Efter splittringen
Efter att bandet splittrats bildade Gossard, Ament och Fairweather ett nytt band kallat Mother Love Bone tillsammans med förre Malfunkshunsångaren Andrew Wood. Bandet blev snabbt stort i Seattle men Wood avled av en överdos ett par dagar innan bandets debutskiva skulle släppas. Efter att ha medverkat på projektet Temple of the Dog bildade Ament och Gossard det idag mycket framgångsrika bandet Pearl Jam.
Mark Arm bildade 1988 tillsammans med Steve Turner, basisten Matt Lukin från the Melvins och trummisen Dan Peters bandet Mudhoney. Mudhoney blev även de stora på grungescenen i Seattle och släppte tre skivor på Sub Pop innan man skrev kontrakt med skivbolaget Reprise Records 1992. Bandet är fortfarande aktivt.
En återförening av Green River ägde rum den 30 november 1993 efter en Pearl Jam-konsert i Las Vegas. Mark Arm, Steve Turner, Stone Gossard, Jeff Ament och inlånade trummisen Chuck Treece framförde två låtar, "Swallow My Pride" och "Ain't Nothing To Do".

## Arvet efter Green River
Green River hade begränsad framgång utanför Seattle men det de saknade i kommersiell framgång tar de igen när man undersöker vad som kom efter dem i Seattle under början av 1990-talet. Green River sägs vara en av de första banden att spela grunge och bandets frontman Mark Arm sägs också ha myntat uttrycket.

## Bandmedlemmar
- Mark Arm — sång (1984–1987)
- Jeff Ament — bas (1984–1987)
- Alex Vincent — trummor (1984–1987)
- Stone Gossard — gitarr (1984–1987)
- Steve Turner — gitarr (1984–1985)
- Bruce Fairweather — gitarr (1985–1987)

## Diskografi

### Album
- 1988 – Rehab Doll

### EP och singlar
- 1985 – Come on Down
- 1986 – Together We'll Never/Ain't Nothing To Do
- 1987 – Dry As a Bone

### Fotnoter
1. ↑  Green River ”Green River” (på engelska). Allmusic.com. http://www.allmusic.com/artist/green-river-mn0000799771/biography Green River. Läst 28 augusti 2013.